# Przełęcz pod Kozią Strażnicą
Przełęcz pod Kozią Strażnicą (słow. Strážne sedlo, niem. Gamsenwartenscharte, węg. Zergeörtoronyhágó) – przełęcz położona na wysokości ok. 2223 m w grani odchodzącej na południowy zachód od wierzchołka Zachodniego Żelaznego Szczytu w słowackiej części Tatr Wysokich. Oddziela ten szczyt od sąsiadującej z nim Koziej Strażnicy. Na przełęcz tę nie prowadzą żadne znakowane szlaki turystyczne, jest ona dostępna jedynie dla taterników. Przejście przez nią jest wygodnym połączeniem Dolinki Rumanowej z Żelazną Kotliną oraz pobliskimi przełęczami, którymi są Zachodnie i Wschodnie Żelazne Wrota oraz Przełęcz koło Drąga.
Przełęcz pod Kozią Strażnicą jak pisał Władysław Cywiński jest „przełęczą pod samą sobą”. Dzieje się tak dlatego, że zaklinowana została ogromnym blokiem skalnym, pod którym znajduje się ogromne okno skalne o bokach wysokości około 10 m. Przełęcz ma dwa siodła. Niższe jest południowo-zachodnie (to z oknem skalnym), ale trudniejsze do przejścia. Wyższe o 2 m i odległe od niego o kilkadziesiąt metrów siodło północno-wschodnie jest łatwo dostępne z obydwu stron. Czasami (bardzo rzadko) przechodzą przez niego taternicy wracający do Doliny Białej Wody po wspinaczce w masywie Żłobistego i Rumanowego Szczytu. Ku zachodowi stok przełęczy opada do Zmarzłej Kotliny, ku wschodowi do Żelaznej Kotliny.

## Taternictwo
Pierwsze przejście
Pierwszego wejścia na Przełęcz pod Kozią Strażnicą dokonano 11 sierpnia 1876 r., a autorami tego wejścia byli Ludwik Chałubiński, Tytus Chałubiński, Bronisław Dembowski, Tadeusz Dembowski, Konstanty Puszet, ks. Józef Stolarczyk, ks. Wawrzyniec Augustyn Sutor, Leopold Świerz oraz górale: Wojciech Bednarz, Wojciech Bukowski, Józef Fronek, Wojciech Gładczan, Jacek Król Rebel, Jan Krzeptowski, Józef Roj, Wojciech Roj, Wojciech Samek, Maciej Sieczka, Jan Stopka, Wojciech Ślimak, Szymon Tatar starszy i 5 innych.
Drogi wspinaczkowe
1. Z Zachodnich Żelaznych Wrót; 0, 15 min
2. Ze wschodnich Zelaznych Wrót; 0-, 30 min
3. Z Żelaznej Kotliny; 0-, 30 min
4. Od zachodu na niższe siodło przełęczy; I, miejsce II,
5. Ze Zmarzłej Kotliny przez Kozi Żleb; 0-, 45 min[2].